# Ani DiFranco

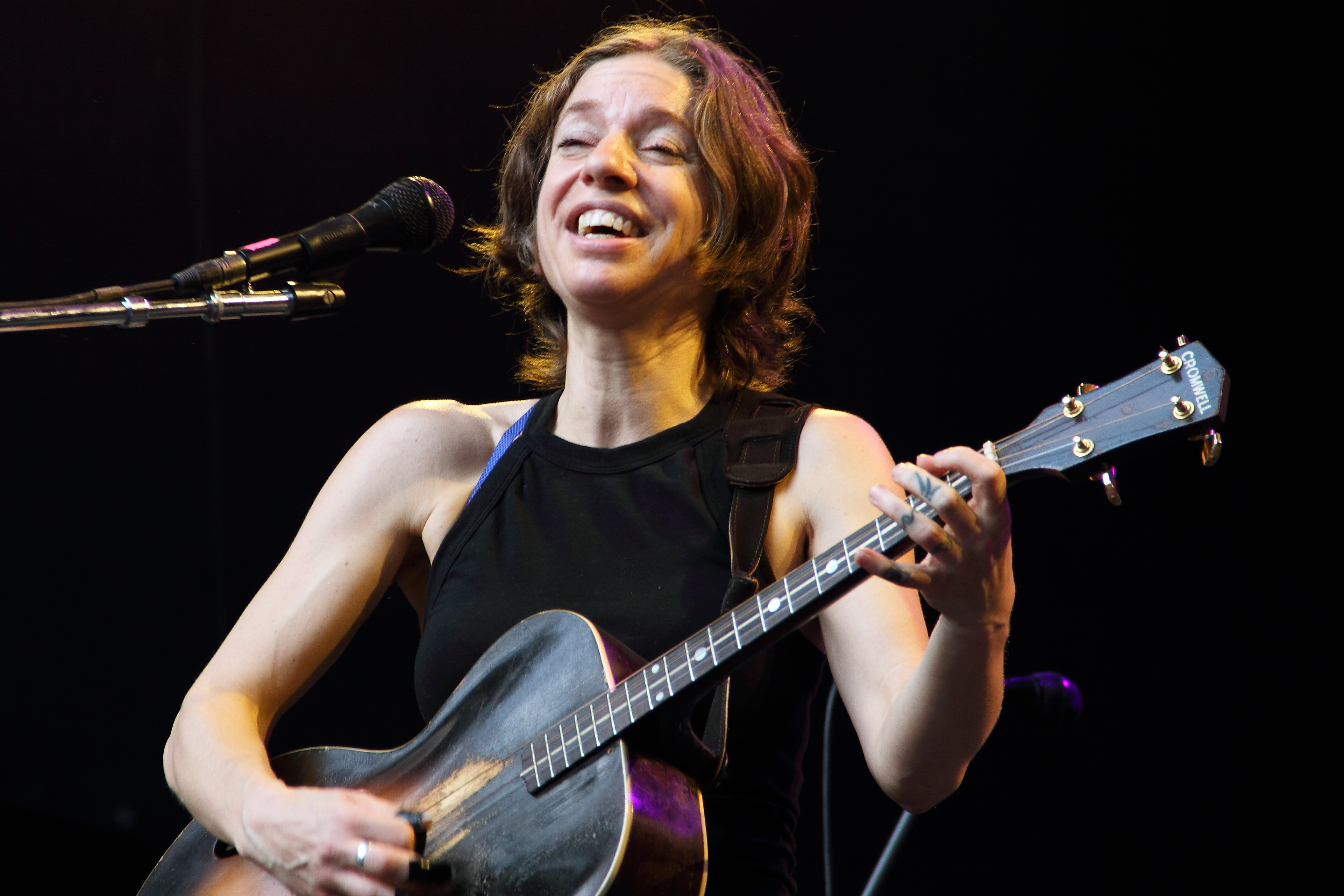
Ani DiFranco auf dem Rudolstadt-Festival 2017

Ani DiFranco (* 23. September 1970 in Buffalo, New York) ist eine US-amerikanische Singer-Songwriterin (zunächst Anti-Folk), Labelgründerin (Righteous Babe Records) und politische Aktivistin (v. a. Feminismus).

## Biografie

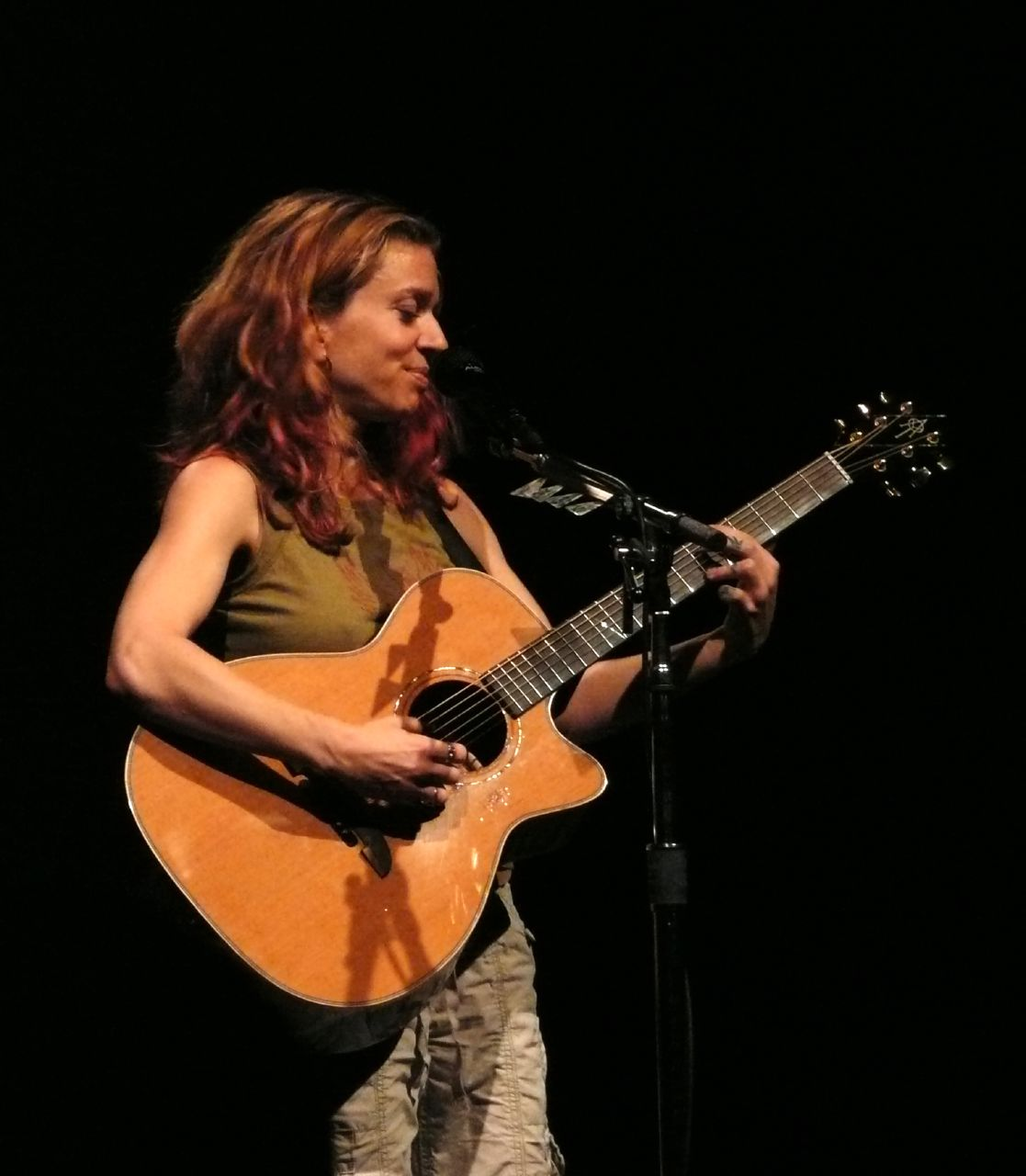
Ani DiFranco 2007

Die Musikerin wurde als Angela Marie DiFranco geboren. Ihre Eltern waren Folk-Musik-Fans. Ihre Karriere begann, als sie mit neun Jahren mit ihrem Gitarrenlehrer mit Beatles-Covers in Kneipen auftrat. Als sie 15 war, zog ihre Mutter nach Connecticut aufs Land und Ani blieb in Buffalo zurück.
Mit 18 Jahren gründete sie mit 50 Dollar ihre eigene Plattenfirma, Righteous Babe Records. Dort nahm sie ihr selbstbetiteltes Debüt auf. Kurz darauf zog sie nach New York, wo sie unter anderem in Kontakt mit der Anti-Folk-Szene kam. Ihr Aufenthalt dort war unterbrochen von zahlreichen Tourneen. Von Anfang an machte sie keinen Hehl aus ihrer Bisexualität. 1998 heiratete sie den Soundingenieur Andrew Gilchrist, von dem sie sich fünf Jahre später in Freundschaft trennte. Seit 2009 ist sie mit dem Produzenten Mike Napolitano verheiratet. Sie haben zwei gemeinsame Kinder, Petah Lucia (* 2007) und Dante (* 2013). Napolitano ist seitdem auch an den Produktionen ihrer Alben beteiligt.
DiFranco wurde durch ihr persönliches Image schnell in einer bestimmten Szene populär, besonders unter politisch interessierten Collegestudenten und anderen jungen Menschen, die der Mainstream-Kultur kritisch gegenüberstanden. DiFranco wurde auch ohne Unterstützung eines Major-Labels und der Mainstream-Presse durch ein Netzwerk persönlicher Kontakte und durch Mundpropaganda Mitte der 1990er Jahre berühmt. Die ersten Fanseiten im Internet gab es 1994.
Unter dem Titel No Walls and the Recurring Dream legte die New Yorker Musikerin Mitte 2019 beim Penguin-Random-House-Imprint Viking ihre Autobiografie vor.
Unter dem Titel 1-800-On-Her-Own erschien 2024 eine von Dana Flor inszenierte Dokumentation über sie.

## Stil

### Musik
Ihre Musik bewegt sich zwischen Folk, Punk und Independent. Im Laufe ihrer Karriere hat sie diverse andere Stile in ihre Musik einbezogen, z. B. Ende der 1990er, Anfang der 2000er Jahre, als sie verstärkt funkige Elemente einfließen ließ. Neben der klassischen Bandbesetzung Bass, Gitarre, Schlagzeug arbeitete sie regelmäßig mit Blasinstrumenten und Streichern. Wie sich dadurch auch ältere Stücke veränderten, ist auf dem Live-Album So Much Shouting, So Much Laughter von 2002 sehr gut dokumentiert. Vielfach ist DiFrancos Gitarrenstil als „staccatoartig“ beschrieben worden. Ein weiterer wichtiger Aspekt ist ihre Virtuosität beim schnellen Fingerpicking und allgemein ihre ausgezeichnete Beherrschung der akustischen Gitarre.

### Texte
Ani DiFrancos Texte sind anspruchsvoll. Sie arbeitet mit Alliterationen, Wortspielen im Allgemeinen und Metaphern sowie mit einer mehr oder weniger deutlichen Ironie.
Viel von ihrem Material ist autobiografisch, ganz in der Tradition der persönlichen Texte der Singer-Songwriter. Ihre Songs sind implizit oder explizit politisch und setzen sich mit sozialen Themen wie Rassismus, Sexismus, sexuellem Missbrauch, Homophobie, Recht auf Abtreibung, Armut und Krieg auseinander.

## Politik
DiFranco äußerte sich auch außerhalb ihrer Musik zu politischen Themen. So unterstützte sie während des US-Präsidentschaftswahlkampfs 2000 etwa Ralph Nader außerhalb der so genannten Swing States. 2004 unterstützte sie den Kandidaten der Demokraten, Dennis Kucinich, bei dessen Wahlkampagne.

## Righteous Babe Records
Der Erfolg ihres Plattenlabels, Righteous Babe Records (RBR), mit Sitz in ihrer Heimatstadt Buffalo ist ebenfalls bemerkenswert. Als ihre eigene Labelchefin hat DiFranco absolute künstlerische Freiheit, auch die Möglichkeit, wann immer sie will, Alben zu veröffentlichen. Referenzen zu dieser Unabhängigkeit von großen Plattenfirmen kommen u. a. in den Songs The Million You Never Made und Napoleon vor.
Neben ihren eigenen mehr als zwanzig Alben, darunter auch eine Reihe mit Aufnahmen ihrer Konzerte, veröffentlichte sie Produktionen von Andrew Bird, Arto Lindsay, Mike Silverman als Ein-Mann-Band That 1 Guy, Singer-Songwriterinnen des New Folk wie Anaïs Mitchell und Toshi Reagan, Animal Prufrock, der aus der Girlgroup Labelle hervorgegangenen Funk-Rock-Sängerin Nona Hendryx sowie dem Autor Sekou Sundiata, einem Lehrer DiFrancos, und Buddy Wakefield, dem zweimaligen Gewinner des Individual World Poetry Slam (2004 und 2005).

## Zusammenarbeit mit anderen bekannten Künstlern
DiFranco hat in ihrer Karriere mit Cyndi Lauper, Dar Williams, Lenine, Utah Phillips sowie mit Maceo Parker und dessen Sohn und Rapper Corey Parker zusammengearbeitet. Außerdem ist sie auf den beiden Alben Rave Un2 the Joy Fantastic (1999) und Rave In2 the Joy Fantastic (2001) von Prince im Song Eye Love U, but Eye Don’t Trust U Anymore vertreten.
2016 vertonte sie mit Ryan Harvey und Tom Morello den wiederentdeckten Woody-Guthrie-Text Old Man Trump, über den im Zuge von Donald Trumps Präsidentschaftskandidatur medial berichtet wurde.

## Sonstiges
Ani DiFranco ist eine Galionsfigur der US-amerikanischen New-Folk-Bewegung. Sie wurde aufgrund ihrer offensichtlichen Unabhängigkeit zu einem Vorbild für viele Singer-Songwriterinnen wie z. B. Lorna Bracewell oder Dota.
Der US-Songwriter Dan Bern hat DiFranco den Song Talkin' Ani DiFranco's Mom Blues gewidmet.
Der schwedische Sänger Lars Winnerbäck coverte DiFrancos You had time auf seinem Album Singel unter dem Titel Du hade tid.

## Diskografie

### Alben
| Jahr | Titel                               | Höchstplatzierung, Gesamtwochen, AuszeichnungChartsChartplatzierungen (Jahr, Titel, Platzierungen, Wochen, Auszeichnungen, Anmerkungen) | Anmerkungen      |
| Jahr | Titel                               | US | Anmerkungen      |
| ---- | ----------------------------------- | --- | ---------------- |
| 1996 | Dilate                              | US87 (4 Wo.)US |                  |
| 1997 | Living in Clip                      | US59 Gold · (5 Wo.)US | Doppel-Livealbum |
| 1998 | Little Plastic Castle               | US22 (10 Wo.)US |                  |
| 1999 | Up Up Up Up Up Up                   | US29 (7 Wo.)US |                  |
| 1999 | To the Teeth                        | US76 (2 Wo.)US |                  |
| 2001 | Revelling / Reckoning               | US50 (6 Wo.)US | Doppelalbum      |
| 2002 | So Much Shouting / So Much Laughter | US32 (4 Wo.)US | Livealbum        |
| 2003 | Evolve                              | US30 (7 Wo.)US |                  |
| 2004 | Educated Guess                      | US37 (3 Wo.)US |                  |
| 2005 | Knuckle Down                        | US49 (5 Wo.)US |                  |
| 2006 | Reprieve                            | US46 (4 Wo.)US |                  |
| 2007 | Canon                               | US89 (1 Wo.)US | Best-of-Album    |
| 2008 | Red Letter Year                     | US55 (2 Wo.)US |                  |
| 2012 | Which Side Are You On?              | US26 (1 Wo.)US |                  |
| 2014 | Allergic to Water                   | US155 (1 Wo.)US |                  |
| 2017 | Binary                              | US192 (1 Wo.)US |                  |

Weitere Alben
- Demo Tape, 1989, unveröffentlicht
- Ani DiFranco, 1990
- Not So Soft, 1991
- Imperfectly, 1992
- Puddle Dive, 1993
- Like I Said: Songs 1990-91, 1993
- Out of Range, 1994
- Women in (E)motion, 1994, Live-Aufnahme produziert von Radio Bremen
- Not a Pretty Girl, 1995
- More Joy, Less Shame, 1996, EP mit u. a. einer Aufnahme mit Symphonieorchester („Joyful Girl“)
- The Past Didn't Go Anywhere, 1996, mit Utah Phillips
- Little Plastic Remixes, 1999, Remix-EP
- Fellow Workers, 1999, mit Utah Phillips
- To the Teeth, 1999
- Swing Set, 2000, EP mit Live-Covern von Bob Dylan, Woody Guthrie und Phil Ochs.
- Buffalo, 2013

### Videoalben
- Render: Spanning Time with Ani DiFranco, 2002
- Trust, 2004
- Live at Babeville, 2008